# Alan G. Gross
Alan G. Gross (* 2. Juni 1936 in Queens; † 16. Oktober 2020) war Professor für Rhetorik and Kommunikationswissenschaften an der University of Minnesota, Twin Cities.
Er erwarb seinen Ph.D. 1962 an der Princeton University und arbeitet zu Argumentations-, Wissenschaftstheorie und -rhetorik sowie Kommunikationswissenschaft. Breit rezipierte Beiträge erarbeitete er u. a. zur Philosophie Chaim Perelmans, um deren korrekte Deutung er sich mit James Crosswhite eine langwierige Debatte lieferte.

## Werke (Auswahl)
- The Rhetoric of Science (1990/1996)
- mit William M. Keith: Rhetorical Hermeneutics: Invention and Interpretation in the Age of Science. (1997), SUNY. ISBN 0-7914-3109-6 (Hardcover), ISBN 0-7914-3110-X (Taschenbuch)
- mit Arthur E. Walzer: Rereading Aristotle's Rhetoric. Southern Illinois University Press, 2000. ISBN 0-8093-2267-6
- mit Ray D. Dearin: Chaim Perelman., SUNY, 2003.
- mit Joseph E. Harmon, Michael Reidy: Communicating Science: The Scientific Article from the 17th Century to the Present. Oxford University Press, 2002.
- Starring the Text: The Place of Rhetoric in Science Studies. Southern Illinois, 2006.
- mit Joseph E. Harmon: The Scientific Literature: A Guided Tour. Chicago, 2007.